# Tweede Macedonische Oorlog
De Tweede Macedonische Oorlog duurde van 200 tot 197 v.Chr. en ging tussen Philippos V van Macedonië aan de ene kant en Rome, Pergamum, Rhodos en Athene aan de andere kant.
Philippos V van Macedonië, die zijn gebied wilde uitbreiden durfde geen aanval te riskeren op de Griekse Stadstaten omdat die nog steeds een bondgenootschap hadden met Rome. Daarom viel hij Illyrië binnen, maar trok zich terug toen Rome dreigde met een oorlog.
Toen Philippos daarna begon met het aanvallen van de Griekse steden, riepen Pergamum, Rhodos en Athene de Romeinen om hulp. Aanvankelijk stemde de Romeinse Senaat tegen het voorstel om Philippus de oorlog te verklaren, maar stemde toch mee in opdat er later in Italië niet gevochten zou worden. Philippos kreeg een ultimatum, hij moest zich terugtrekken en accepteren dat Macedonië een Romeinse provincie zou worden. Hij weigerde en de Tweede Macedonische Oorlog begon.
De beslissende slag vond plaats in Cynoscephalae, waar de falanx van Philippos werd verslagen door de legioenen van Titus Quinctius Flaminius in 197 v.Chr.. Een jaar later (in 196 v.Chr.) proclameerde hij op de Isthmische Spelen dat de Grieken officieel vrij waren, hoewel ze in feite een vazal van Rome werden.

Philippos V sloot een bondgenootschap met Antiochus III van Syrië, maar dat mocht niet baten.
Eerste (215/214 - 205 v.Chr.) · Tweede (200-197 v.Chr.) · Derde (171-168 v.Chr.) · Vierde (149-148 v.Chr.)